# Aphrodisium tonkineum
Aphrodisium tonkineum är en skalbaggsart som beskrevs av Maurice Pic 1925. Aphrodisium tonkineum ingår i släktet Aphrodisium och familjen långhorningar. Inga underarter finns listade i Catalogue of Life.